# Прокна

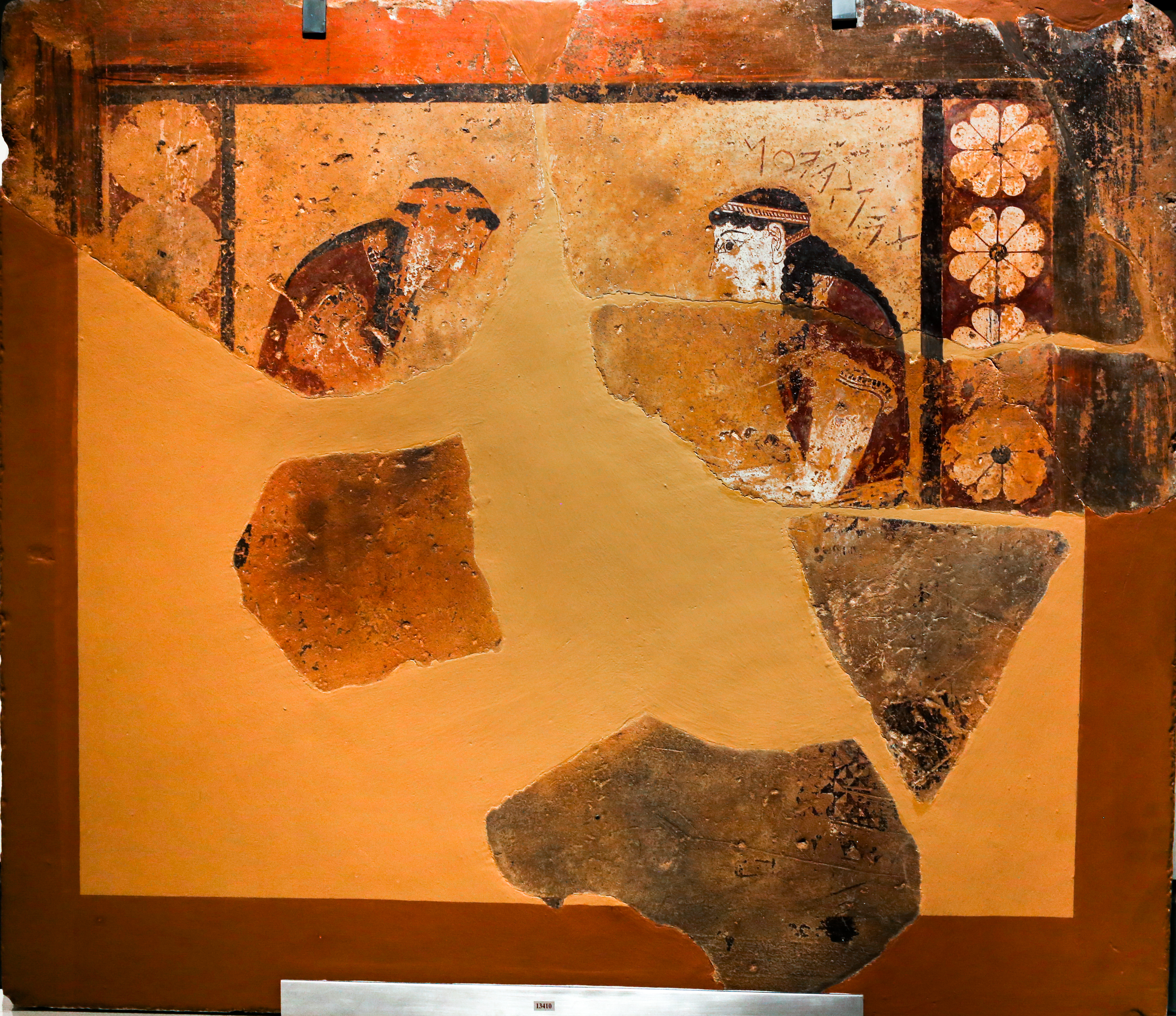
Прокна и Филомела, ок. 630—625 гг. до н. э.

Про́кна (др.-греч. Πρόκνη), также Прогна, — персонаж древнегреческой мифологии. Дочь Пандиона и Зевксиппы. Жена Терея, от которого родила сына Итиса. Сестра Филомелы, Эрехтея и Бута.

## Мифология
Прекрасная сестра Прокны, Филомела, гостила у пары и была изнасилована Тереем, который вырвал ей язык, чтобы она не раскрыла преступление. Затем она соткала гобелен, из рисунка на котором стало ясно, что было сделано, после чего сёстры решили жестоко отомстить.
Прокна убила их сына Итиса в ночь таинств Вакха, сварила его и подала на обед своему мужу. После того, как он поел, сестры показали Терею отрубленную голову их сына, и Терей понял, что было сделано. Он схватил топор и преследовал женщин с намерением убить. Они бежали, но Терей почти настиг их. В отчаянии они молились богам, чтобы они превратились в птиц и избежали гнева и мести Терея. Прокна была превращена по одной из трактовок Зевсом в соловья в городе Давлии, по другой (Овидий, Гигин и Аполлодор) — в ласточку; Терей был превращён в удода. Ксоан богини Афины, который Прокна привезла из города Афин, показывали в Давлиде. Соловья упоминает Гесиод. История Прокны легла в основу трагедии Софокла «Терей». Роды ласточек Progne, Ptyonoprogne и Psalidoprocne, а также семейство древесных стрижей Hemiprocnidae получили свои названия в честь героев мифа.
Главная героиня пьесы Николая Шарифулина «Прокна и Филомела», написанная в 2025 г. в стихах на античный манер.
Также в честь Прокны назван астероид (194) Прокна, открытый в 1879 году.